# Atelopus onorei
Espèce
Statut de conservation UICN

 CR A2ace; B2ab(i,ii,iii) : 
En danger critique
Atelopus onorei est une espèce d'amphibiens de la famille des Bufonidae.

## Répartition
Cette espèce est endémique de la province d'Azuay en Équateur. Elle se rencontre à environ 2 500 m d'altitude sur le versant Ouest de la cordillère Occidentale.

## Description
Les mâles mesurent de 35,2 à 41,3 mm et les femelles de 41,9 à 47,9 mm.

## Étymologie
Cette espèce est nommée en l'honneur de Giovanni Onore.

## Publication originale
- Coloma, Lötters, Duellman & Miranda-Leiva, 2007 : A taxonomic revision of Atelopus pachydermus, and description of two new (extinct?) species of Atelopus from Ecuador (Anura: Bufonidae). Zootaxa, no 1557, p. 1–32 (texte intégral).